# مغنولية كوبية
ماغنوليا كوبية (الاسم العلمي:Magnolia cubensis) هي نوع من النباتات تتبع جنس الماغنوليا من الفصيلة الماغنولية.